# Cortrat
Cortrat ist eine französische Gemeinde mit 82 Einwohnern (Stand: 1. Januar 2022) im Département Loiret in der Region Centre-Val de Loire. Sie ist Teil des Kantons Lorris im Arrondissement Montargis. Die Einwohner werden Cortrèziens genannt.

## Geographie
Cortrat liegt etwa 68 Kilometer östlich von Orléans am Fluss Vernisson. Umgeben wird Cortrat von den Nachbargemeinden Conflans-sur-Loing im Norden, Montcresson im Osten, Pressigny-les-Pins im Süden, Solterre im Westen sowie Mormant-sur-Vernisson im Nordwesten.

## Bevölkerungsentwicklung
| 1962                       | 1968 | 1975 | 1982 | 1990 | 1999 | 2006 | 2018 |
| -------------------------- | ---- | ---- | ---- | ---- | ---- | ---- | ---- |
| 75                         | 54   | 49   | 61   | 78   | 94   | 86   | 76   |
| Quellen: Cassini und INSEE |      |      |      |      |      |      |      |

## Sehenswürdigkeiten
- Kirche Saint-Martin aus dem 10. Jahrhundert, seit 1923 Monument historique

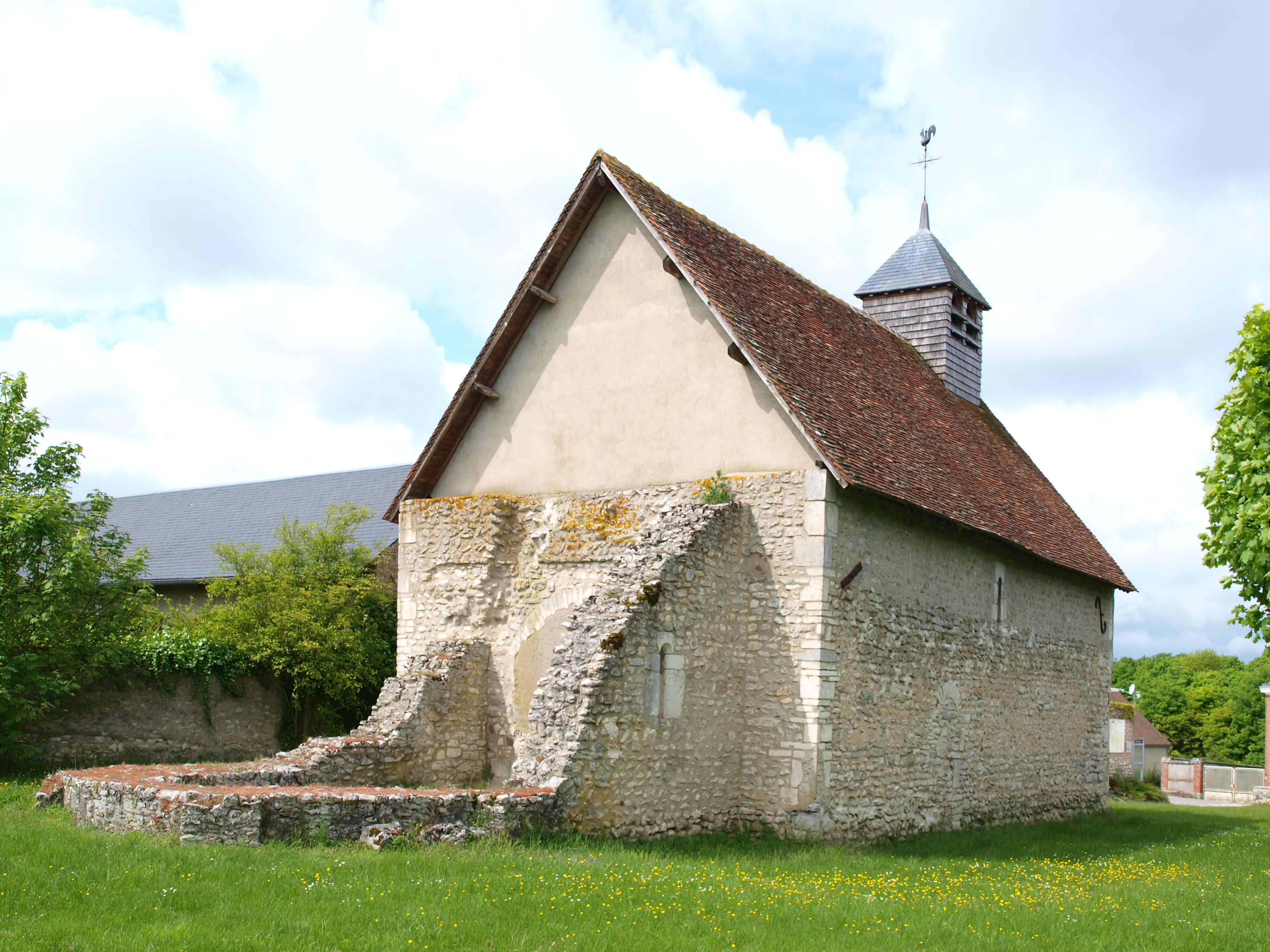
Kirche Saint-Martin